# Omanana similaris
Omanana similaris är en insektsart som beskrevs av Delong 1942. Omanana similaris ingår i släktet Omanana och familjen dvärgstritar. Inga underarter finns listade i Catalogue of Life.